# Saint-Sulpice-la-Pointe
Saint-Sulpice-la-Pointe é uma comuna francesa na região administrativa da Occitânia, no departamento de Tarn. Estende-se por uma área de 23.99 km², e possui 9.227 habitantes, segundo o censo de 2018, com uma densidade de 380 hab/km².